# سيرجيو (لاعب كرة قدم مواليد 1976)

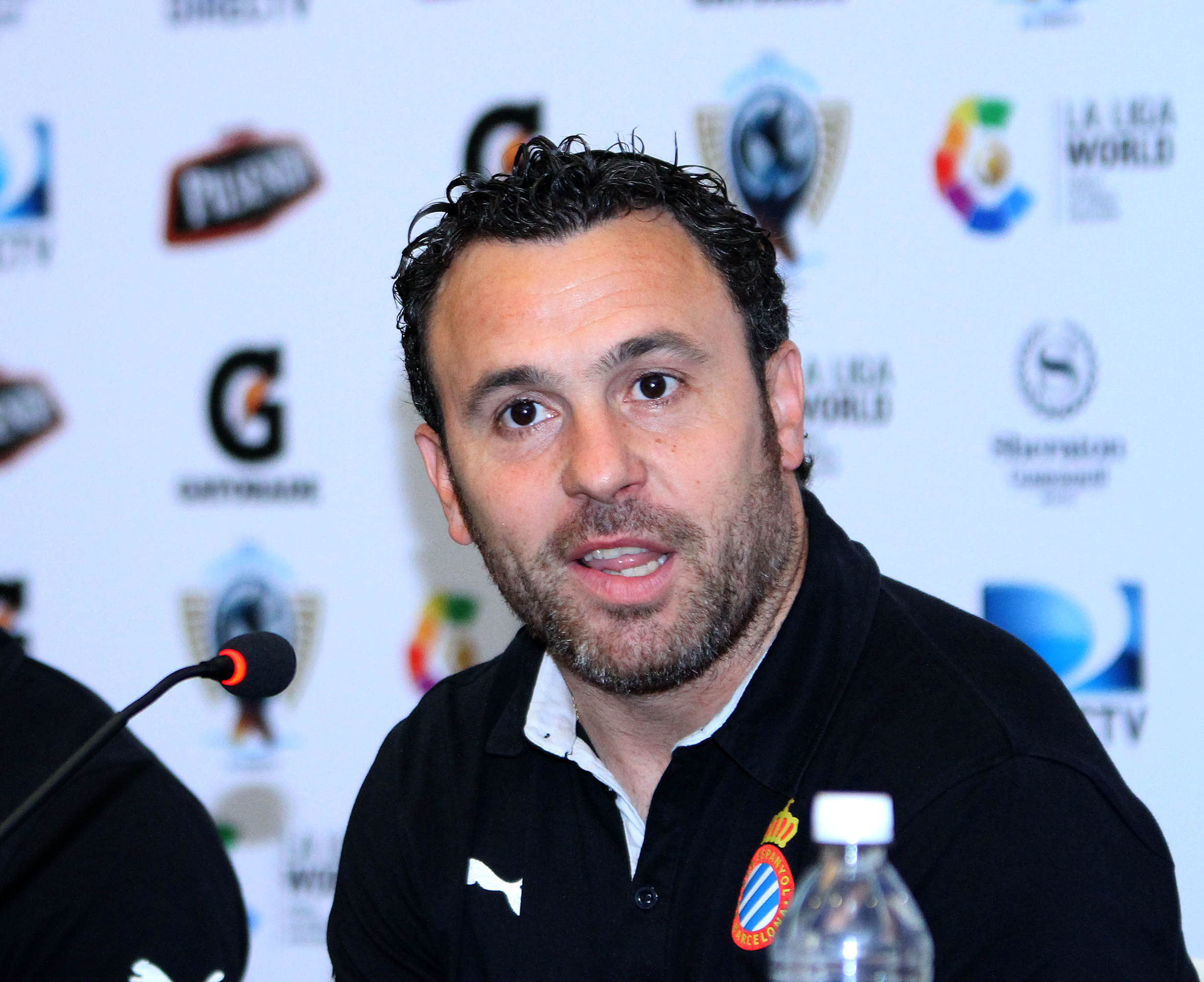

سيرجيو غونزاليز (بالإسبانية: Sergio González Soriano) (مواليد 10 نوفمبر 1976 في هوسبيتالت دي يوبريغات - إسبانيا) لاعب كرة قدم إسباني يلعب حاليا لصالح نادي الدرجة الأولى نادي ليفانتي. غونزاليز يجيد اللعب في مركز الوسط المدافع. قد انتقل غونزاليز لناديه الحالي في 2010 قادما من ديبورتيفو لاكورونيا الإسباني الذي لعب له 2001.

## روابط خارجية
- سيرجيو غونزاليز على موقع الاتحاد الدولي (مؤرشف)  (الإنجليزية)
- سيرجيو غونزاليز على موقع قاعدة بيانات كرة القدم.إي يو (الإنجليزية)
- سيرجيو غونزاليز على موقع ناشيونال فوتبول تيمز (الإنجليزية)
- سيرجيو غونزاليز على موقع عالم كرة القدم.نت (الإنجليزية)
- سيرجيو غونزاليز على موقع كووورة